# Selysioneura virgula
Selysioneura virgula är en trollsländeart som beskrevs av Maurits Anne Lieftinck 1959. Selysioneura virgula ingår i släktet Selysioneura och familjen Isostictidae. IUCN kategoriserar arten globalt som otillräckligt studerad. Inga underarter finns listade i Catalogue of Life.